# March 87P
Chronologie des modèles (1987)
Aucun March 871
La March 87P est une monoplace de Formule 3000 conçue pour le championnat international de Formule 3000, et engagée dans le cadre du premier Grand Prix du championnat du monde de Formule 1 1987 pour le compte de la nouvelle écurie britannique Leyton House March Racing Team. Elle ne prend pas le départ de cette course et, dès le Grand Prix suivant, à Imola, elle est remplacée par la March 871, spécifiquement conçue pour la Formule 1.

## Contexte et développement
En 1987 le directeur d'écurie Cesare Gariboldi souhaite se lancer dans l'aventure mondiale en Formule 1, fort de l'expérience des saisons passées en Formule 3000 avec Genoa Racing. En 1986, son écurie remporte le championnat avec Ivan Capelli comme pilote, lequel a déjà couru en Formule 1 pour Tyrrell et AGS. Le sponsor japonais Leyton House décide de financer le projet de Gariboldi, en s'appuyant sur la structure technique de March Engineering. March conçoit et développe le projet de la monoplace de Formule 1 pour 1987, même si l'entreprise anglaise est absente de la Formule 1 depuis 1982. C'est ainsi que naît l'écurie Leyton House March Racing Team.

## Création de la monoplace
La March 87P est conçue par Gordon Coppuck, père des premières McLaren championnes du monde, et qui rejoint March lorsque Ron Dennis fait son entrée chez McLaren. En fait, la dernière conception de Coppuck est la McLaren M30, à coque en aluminium. Les techniques de construction ayant évolué avec l'apparition de la fibre de carbone, Coppuck manque de temps pour réaliser le projet de la March 871 destinée à courir la saison 1987. Il rencontre des difficultés à intégrer le moteur à la coque et à ancrer convenablement les suspensions.
Comme il n'est pas envisageable d'aligner la March 871 pour le Grand Prix automobile du Brésil 1987, qui ouvre la saison, les ingénieurs cherchent une solution de repli à court terme en travaillant sur le projet 87P, dérivé de la March 87B, une monoplace conçue pour la Formule 3000.
L'écurie ne pouvant se permettre des investissements importants, le choix est fait d'un moteur simple et fiable, le Ford-Cosworth DFZ, évolution du DFY, mais ce moteur aspiré souffre de la concurrence des moteurs suralimentés. La March 87P n'est pas donc pas une voiture très performante du point de vue de la motorisation, bien que ce choix soit alors commun à beaucoup de concepteurs britanniques.
Le plus grand défi est d'intégrer le moteur Ford-Cosworth DFZ de 3 500 cm3 dans l'espace conçu pour le bloc moteur de 3 000 cm3 destiné à la Formule 3000, moins encombrant. De plus, le DFZ consomme davantage et il n'est pas possible d'augmenter la capacité du réservoir, limitée à 160 L. La solution pour installer le moteur consiste à adapter sur la 87P les suspensions arrière à poussoirs prévues pour la 871 et qui prennent moins de place. Ces contraintes techniques nuisent à l'aérodynamique de la monoplace, notamment dans sa partie arrière. L'aileron postérieur biplan doit être redessiné et les pontons adoptent la forme en « bouteille de Coca-Cola ». La place réservée au diffuseur arrière est réduite.

## Unique engagement en championnat du monde au Brésil
Ivan Capelli, seul pilote inscrit par l'écurie pour le championnat 1987, réalise les essais du Grand Prix de Brésil, mais le Danois Kris Nissen participe au développement de la monoplace.
Lors des essais qualificatifs, la 87P se montre extrêmement lente et Capelli se qualifie en vingt-troisième et dernière position sur la grille avec un meilleur tour plus lent de près de 20 secondes par rapport à celui de Nigel Mansell, qui obtient la pole position. Pascal Fabre, avant-dernier de la grille sur son AGS JH22 équipée du même moteur que la 87P, est plus rapide que Capelli de 4 secondes au tour. Face à ces mauvais résultats et à la crainte de voir la 87P tomber en panne sèche au cours du Grand Prix en raison de son petit réservoir, Capelli est déclaré non partant, ce qui permet par ailleurs d'économiser le moteur,. Dès le Grand Prix automobile de Saint-Marin disputé trois semaines plus tard, la March 871 remplace la 87P.

## Résultats en championnat du monde de Formule 1
| Saison | Écurie                         | Moteur               | Pneumatiques | Pilotes      | Courses | Courses | Courses | Courses | Courses | Courses | Courses | Courses | Courses | Courses | Courses | Courses | Courses | Courses | Courses | Courses | Points inscrits | Classement |
| Saison | Écurie                         | Moteur               | Pneumatiques | Pilotes      | 1       | 2       | 3       | 4       | 5       | 6       | 7       | 8       | 9       | 10      | 11      | 12      | 13      | 14      | 15      | 16      | Points inscrits | Classement |
| ------ | ------------------------------ | -------------------- | ------------ | ------------ | ------- | ------- | ------- | ------- | ------- | ------- | ------- | ------- | ------- | ------- | ------- | ------- | ------- | ------- | ------- | ------- | --------------- | ---------- |
| 1987   | Leyton House March Racing Team | Ford-Cosworth DFZ V8 | Goodyear     |              | BRÉ     | SMR     | BEL     | MON     | DET     | FRA     | GBR     | ALL     | HON     | AUT     | ITA     | POR     | ESP     | MEX     | JAP     | AUS     | 1*              | 13e        |
| 1987   | Leyton House March Racing Team | Ford-Cosworth DFZ V8 | Goodyear     | Ivan Capelli | Np      |         |         |         |         |         |         |         |         |         |         |         |         |         |         |         | 1*              | 13e        |

Légende : ici 

- - 1 point marqué avec la March 871.